# Frans Kellendonk
Franciscus Gerardus Petrus (Frans) Kellendonk (Nijmegen, 7 januari 1951 – Amsterdam, 15 februari 1990) was een Nederlandse schrijver, anglist en vertaler. Zijn bekendste boek is Mystiek lichaam (roman, 1986).

## Leven en werk

### Familie en jeugd
Kellendonk werd in 1951 geboren als eerste kind en enige zoon in een gezin waarin nog drie dochters werden geboren. Zijn vader was aannemer. Al tijdens zijn lagere school schreef en tekende hij (hij maakte stripverhalen) en gaf een 'familiekrant' uit. In 1965 overleed zijn grootvader, F. Kellendonk, aan wie hij het korte verhaal Chapelle ardente opdroeg. Hij deed examen gymnasium alpha aan het Nijmeegse Dominicus College.

### Obsessie met Bob Dylan
Als zestienjarige was Kellendonk al actief als literair vertaler, namelijk van liedjes van zijn idool Bob Dylan. Bovendien maakte hij onder het pseudoniem Kelly deel uit van een trio waarvoor hij ook eigen liedjes schreef en componeerde. Een overgeleverd hoesontwerp voor een elpee toont de invloed van Dylan: de songtitel 'Tijdelijk als Odysseus' is volgens Kellendonkbiograaf Jaap Goedegebuure 'duidelijk gemodelleerd' naar Dylans nummer 'Temporary Like Achilles'. Het nummer 'Droom' had oorspronkelijk als titel 'Kelly's Droom', 'naar analogie van "Bob Dylan's Dream", te vinden op The freewheelin' Bob Dylan.' Op basis van Kellendonks bewaard gebleven teksten concludeert Goedegebuure: 'De idolatrie voor Dylan ten spijt liggen de songteksten van puber Kellendonk qua bewoordingen en thematiek toch dichter bij het werk van destijds populaire zangers als Boudewijn de Groot en Jaap Fischer'.
Eenmaal volwassen prefereerde Kellendonk de strijkkwartetten van Brahms boven 'de mekkermuziek' van David Bowie, maar 'Dylan zou hij met belangstelling blijven volgen.' In 1974 kocht hij een boekje over Dylans jeugdjaren in het plaatsje Hibbing in de Amerikaanse staat Minnesota, en hij kon niet wachten om diens toentertijd nieuwe album Planet Waves te horen nadat hij in The Times een lovende recensie las.

### Studies en academische loopbaan
Kellendonk studeerde Engelse Taal en Cultuur aan de Katholieke Universiteit Nijmegen, tegenwoordig Radboud Universiteit en een studiejaar (1973-1974) in Birmingham; hij studeerde af in Nijmegen en promoveerde op een dissertatie over het 17e-eeuwse uitgevershuis van John & Richard Marriott, uitgevers die vooral bekend werden door uitgaven van de dichter John Donne. Ten tijde van zijn promotie gaf hij in zijn in het proefschrift opgenomen CV aan: "Na zijn doctoraalexamen in 1975 is hij werkzaam geweest als leraar, vertaler, literair auteur, recensent, tijdschriftredacteur, wetenschappelijk bibliotheekmedewerker [...] en docent Engelse letterkunde. Momenteel werkt hij als zelfstandig schrijver in Amsterdam". Nadien was hij werkzaam aan de Universiteit Utrecht, de Vrije Universiteit en de Universiteit van Amsterdam. In 1979 werkte Kellendonk enkele maanden als vakreferent bij de Universiteitsbibliotheek Leiden. Hij gebruikte zijn ervaringen in deze bibliotheken bij het schrijven van de roman Letter en geest.

### Schrijversloopbaan
Kellendonk debuteerde in mei 1977 met de verhalenbundel Bouwval waarvoor hij de in dat jaar ingestelde Anton Wachterprijs kreeg toegekend. Vanaf 1978 was hij redacteur bij het tijdschrift De Revisor, tot 1983. Kellendonk werd minstens zo bekend als vertaler en zijn vertalingen waren zijn eerste publicaties uit het Engels met bekende romans als bijvoorbeeld Laurence Sternes Een sentimentele reis door Frankrijk en Italië en De moeilijke jaren van Henry James. Volgens literatuurcriticus Arie Storm wordt het Revisor-proza zodanig gekoppeld aan de spanning tussen fictie en werkelijkheid dat andere aspecten van Kellendonks werk onderbelicht dreigen te raken, zoals 'de onmiskenbare invloed van Reve op Kellendonk, zijn homoseksualiteit als drijfveer voor het schrijven en de hoogmoed van de in zijn verhalen en romans optredende personages.'
Zijn laatste roman Mystiek lichaam (1986) werd een van zijn bekendste werken. Het boek werd uitgebreid besproken, bekroond met de Ferdinand Bordewijk Prijs en genomineerd voor de AKO Literatuurprijs. Het boek leverde Kellendonk echter ook beschuldigingen op van antisemitisme en homofobie. In kringen van homoseksuelen (Kellendonk was zelf homoseksueel) was zijn visie op homoseksualiteit als "steriele levensstijl" omstreden. Kellendonk verweerde zich tegen deze kritiek met het klassieke argument dat een auteur niet verantwoordelijk kan worden gehouden voor de denkbeelden van zijn romanpersonages. Al voor de publicatie van dat boek openbaarden zich bij Kellendonk de eerste verschijnselen van aids. Een boek over de affaire-Kerwin Duinmeijer, dat hij in voorbereiding had, bleef daardoor onvoltooid.
Hoewel hij werd geroemd om zijn stilistische vaardigheid, werd zijn als onmodieus bestempelde cultuurkritiek veelal verguisd. Kellendonk werd een conservatief wereldbeeld verweten. Ook verweet men hem zijn opvatting dat het van gemakzucht getuigde om godsdienstigheid over de gehele linie als passé te beschouwen. Hij wilde in zijn werk moderne opvattingen contrasteren met traditionele om zo de geldigheid van beide te onderzoeken. In dit licht hield Kellendonk in 1987 de Albert Verwey-lezingen aan de universiteit van Leiden. Hij behandelde de Altaergeheimnissen van Vondel, een dichtwerk dat doortrokken is van christelijke mystiek. Deze lezingen, waarin hij theologische en literatuurkritische inzichten met elkaar vervlocht, werden gepubliceerd onder de titel Geschilderd eten.
Kellendonk overleed een maand na zijn 39e verjaardag (aan aids) en werd begraven op de Amsterdamse begraafplaats Zorgvlied.

## Postuum

### Het complete werk
Volgens Kellendonks eigen nagelaten aanwijzingen werd in 1992 Het complete werk uitgegeven, aldus de verantwoording achterin, maar de inhoudsopgave komt niet met de verantwoording overeen wat de afdeling "Dagwerk" betreft, want die staat onder afdeling III en zou in IV moeten.

### Dagboeken
In 2006 begon uitgeverij Athenaeum - Polak & Van Gennep met het opnieuw uitgeven van het werk van Kellendonk. In december 2010 verscheen een selectie uit Kellendonks dagboeken in het jaarboek De Revisor.

### Brieven
Als voorpublicatie van Frans Kellendonk: De brieven (bezorgd door Jaap Goedegebuure en Oek de Jong) verschenen vijf door Kellendonk geschreven brieven in de Volkskrant van zaterdag 9 mei 2015. Een passage uit Kellendonks brief van 13 mei 1979 aan A.F.Th. van der Heijden schetst het onderscheid in de literatuuropvattingen van de twee auteurs: 'ik ben niet zo gelukkig met je neiging om de thematiek van je verhalen aan te duiden, middels "puns", verwijzingen en symbolen, dan te dramatiseren. Ik heb zelf een principieel andere "vertelopvatting" - ik sta (...) aan de kant van Henry James, terwijl jij je bevindt in het kamp van de latere James Joyce en Thomas Pynchon.' De brieven verschenen nog diezelfde maand in boekvorm.

### Verzameld werkin twee delen
In 2015 verscheen bij uitgeverij Querido het Verzameld werk van Kellendonk in twee delen van 590 en 612 bladzijden. De uitgave bevat enkele stukken die niet in Het complete werk werden opgenomen, alsmede een bibliografie, een verantwoording en een overzicht van leven en werk.

### Stichting Frans Kellendonk Fonds
In het dubbelnummer van De Revisor van maart 1991 werd de oprichting van de Stichting Frans Kellendonk Fonds bekendgemaakt. De stichting, zo werd gemeld, was opgericht door de erfgenamen en "stelt zich ten doel de nagedachtenis aan de schrijver levend te houden". Daarbij werd tevens de Frans Kellendonk-prijs aangekondigd; deze wordt sinds 1993 elke drie jaar uitgereikt. Het dagelijks bestuur van de stichting bestond in 1991 uit: oud-bibliothecaris Ernst Braches, Jan Duyx en uitgever Laurens van Krevelen. De stichting gaf opdracht tot de uitgave van De brieven van  Kellendonk die in mei 2015 verscheen.

### Archief
De Stichting Frans Kellendonk Fonds is eigenaar van de nagelaten documenten van de schrijver. Dit archief berust sinds 2006 in de Bibliotheek van de Maatschappij der Nederlandse Letterkunde, Universiteitsbibliotheek Leiden. De inventaris is digitaal te raadplegen. Alleen negen dossiers inzake de roman Mystiek lichaam zijn in 2005 door de stichting verkocht aan het ministerie van Onderwijs, Cultuur en Wetenschappen, die deze als jublieumgeschenk heeft geschonken aan het Nederlands Letterkundig Museum waar ze sindsdien berusten.

### Vertalingen
- 1975 - Richard Price, Vetkuiven
- 1976 - Rudyard Kipling, Het olifantsjong
- 1976 - John Fowles, De ebbehouten toren
- 1976 - Gayl Jones, De vrouwen van Corregidora
- 1980 - Robert David MacDonald, Chinchilla
- 1981 - Henry James, De moeilijke jaren
- 1982 - Laurence Sterne, Een sentimentele reis door Frankrijk en Italië
- 1983 - Henry James, Transatlantische vertellingen
- 1983 - Thomas de Quincey, De Engelse postwagen gevolgd door Over moord beschouwd als een der schone kunsten
- 1984 - Wyndham Lewis, Cantleman en ander vroeg proza
- 1984 - Elizabeth Bishop & Frans Kellendonk, Florida. Verhalen van een schiereiland (verhalen, fragmenten en gedichten van Elizabeth Bishop, met een inleidend verhaal van Frans Kellendonk)
- 1986 - Wyndham Lewis, Tarr
- 1987 - Joseph Brodsky, Tussen iemand en niemand (vertaling samen met Kees Verheul)
- 1989 - Emily Brontë, Woeste hoogten

### Brieven
- 2015 - De brieven